# Władysław Taczanowski
Władysław (Ladislaus) Taczanowski (Jabłonna Pierwsza, 1º marzo 1819 – Varsavia, 17 gennaio 1890) è stato uno zoologo, ornitologo e aracnologo polacco.
Membro di una famiglia di magnati dell'antica nobiltà (szlachta) della regione di Poznań, Taczanowski è considerato uno dei più importanti zoologi europei del XIX secolo. Laureatosi a Parigi, lavorò ai musei di Vienna, Berlino, Parigi e Londra e fu curatore del dipartimento di zoologia del museo universitario di Varsavia dal 1862 (quando succedette a Feliks Paweł Jarocki) fino alla morte.
Taczanowski prese parte a una spedizione in Algeria con Antoni Stanisław Waga (1866-67) e scrisse alcuni studi significativi, tra cui Uccelli della Polonia (1882) e Ornitologia del Perù (1884-86).

## Portano il suo nome
Sono stati denominati in suo onore i seguenti taxa:
- Taczanowskia Keyserling, 1879 (Araneidae), (Araneae)
- Agouti taczanowskii Stolzmann, 1865 (Dasyproctidae), (Rodentia) (paca di montagna)
- Podiceps taczanowskii Berlepsch & Stolzmann, 1894 (Podicipedidae), (Aves) (svasso attero di Junin)

## Alcune opere
- "Les Aranéides de la Guyane française," Horae Societatis entomologicae Rossicae (1871)
- "Les Aranéides de la Guyane française," Horae Societatis entomologicae Rossicae (1873)
- "Les Aranéides du Pérou. Famille des Attidés" (1879)

| Taczanowski è l'abbreviazione standard utilizzata per le specie animali descritte da Władysław Taczanowski. Categoria:Taxa classificati da Władysław Taczanowski |